# Callicostella parvicellulata
Callicostella parvicellulata là một loài rêu trong họ Pilotrichaceae. Loài này được Demaret & P. de la Varde mô tả khoa học đầu tiên năm 1952.